# زیرساخت‌های عمومی
زیرساخت‌های عمومی یا زیرساخت‌های همگانی زیرساخت‌هایی هستند که تحت مالکیت یا در دسترس برای استفاده عمومی (ارائه شده توسط دولت) می‌باشند. از لحاظ سیاستگذاری، تأمین مالی، اهداف و غیره از زیرساخت‌های عمومی یا خصوصی قابل تشخیص می‌باشند.
زیرساخت‌های عمومی یک اصطلاح کلی است که اغلب به‌طور خاص دارای عناوین زیر است:
- زیرساخت حمل و نقل - وسایل نقلیه، جاده ای، ریلی، کابلی و بودجه حمل و نقل
  - زیرساخت هواپیمایی - فناوری کنترل ترافیک هوایی در هواپیمایی
  - حمل و نقل ریلی - ردیابی، سیگنال‌ها، الکتریکی سازی ریل‌ها
  - حمل و نقل جاده ای - جاده‌ها، پل‌ها، تونل‌ها
- زیرساخت‌های حیاتی - دارایی‌های مورد نیاز برای حفظ زندگی انسان
- زیرساخت‌های انرژی - انتقال و ذخیره‌سازی سوخت‌های فسیلی و منابع تجدیدپذیر
- زباله‌های خطرناک - خصوصیات، دفع، مدیریت پسماندهای خطرناک
- زیرساخت اطلاعات و ارتباطات - سیستم‌های ذخیره و توزیع اطلاعات
- سرمایه عمومی - دارایی‌های متعلق به دولت
- کارهای عمومی - زیرساخت‌های شهرداری، عملکردها و آژانس‌های نگهداری
- زباله‌های جامد - تولید، جمع‌آوری، مدیریت زباله / زباله
- زیرساخت‌های پایدار شهری - فناوری، معماری، سیاست زندگی پایدار
- زیرساخت‌های آب - توزیع و نگهداری تأمین آب
- زیرساخت فاضلاب - دفع و تصفیه فاضلاب
- زیر ساخت
- توسعه مبتنی بر زیرساخت